# William J. Graham

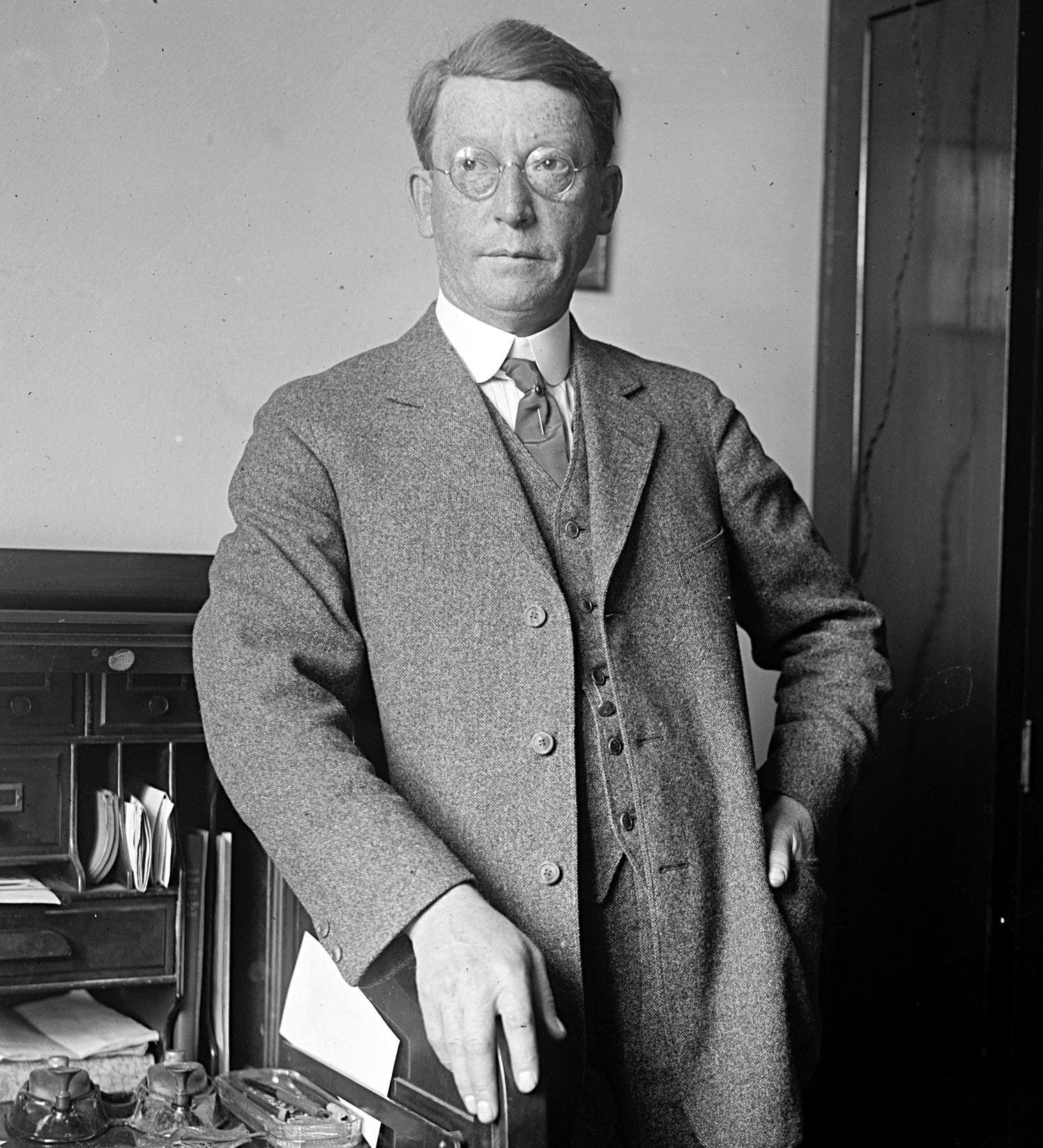
William J. Graham (1923)

William Johnson Graham (* 7. Februar 1872 bei New Castle, Lawrence County, Pennsylvania; † 10. November 1937 in Washington, D.C.) war ein US-amerikanischer Jurist und Politiker. Zwischen 1917 und 1924 vertrat er den Bundesstaat Illinois im US-Repräsentantenhaus; anschließend wurde er Bundesrichter.

## Werdegang
Im Jahr 1879 zog William Graham mit seinen Eltern in die Nähe von Aledo in Illinois, wo er die öffentlichen Schulen besuchte. Nach einem anschließenden Jurastudium an der University of Illinois in Urbana und seiner 1895 erfolgten Zulassung als Rechtsanwalt begann er in Aledo in diesem Beruf zu arbeiten. Zwischen 1901 und 1909 war er Staatsanwalt im Mercer County. Politisch schloss er sich der Republikanischen Partei an. Im Juni 1912 nahm er als Delegierter an der Republican National Convention in Chicago teil, auf der Präsident William Howard Taft zur dann erfolglosen Wiederwahl nominiert wurde.
Zwischen 1915 und 1916 saß Graham als Abgeordneter im Repräsentantenhaus von Illinois. Bei den Kongresswahlen des Jahres 1916 wurde er im 14. Wahlbezirk seines Staates in das US-Repräsentantenhaus in Washington gewählt, wo er am 4. März 1917 die Nachfolge des Demokraten Clyde Howard Tavenner antrat. Nach drei Wiederwahlen konnte er bis zu seinem Rücktritt am 7. Juni 1924 im Kongress verbleiben. Von 1919 bis 1921 war er Vorsitzender des Ausschusses zur Kontrolle der Ausgaben des Kriegsministeriums. In seine Zeit als Kongressabgeordneter fiel der Erste Weltkrieg. Außerdem wurden in den Jahren 1919 und 1920 der 18. und der 19. Verfassungszusatz ratifiziert. Dabei ging es um das Verbot des Handels mit alkoholischen Getränken bzw. um die bundesweite Einführung des Frauenwahlrechts.
Grahams Rücktritt erfolgte nach seiner Ernennung durch Präsident Calvin Coolidge zum Vorsitzenden Bundesrichter am Zollberufungsgericht (Court of Customs Appeals) in Washington. Dieses Amt bekleidete er bis zu seinem Tod am 10. November 1937.